# Consiglio comunale di Manchester
Il Consiglio comunale di Manchester (in inglese Manchester City Council) è l'organo legislativo cittadino di Manchester, in Inghilterra. È composto da 96 consiglieri, 3 per ogni circoscrizione. 
Attualmente il consiglio è controllato dal Partito Laburista guidato da Bev Craig.

## Storia
Il consiglio fu creato nel 1838 quando fu istituita la municipalità di Manchester. Nel 1974 l'ente si trasformò in un consiglio distrettuale metropolitano. Da allora il consiglio è controllato dal Partito Laburista che detiene la quasi totalità dei seggi.

## Leader
Il Leader del Consiglio è il leader del gruppo politico che detiene la maggioranza nel Consiglio. Dal dicembre 2021 ad oggi questa posizione è ricoperta da Bev Craig.
Ogni anno tra i consiglieri viene eletto il sindaco, il quale svolge solo un ruolo cerimoniale.
Questo di seguito è l'elenco dei leader del Consiglio:
- Bill Egerton (1982–1984)
- Graham Stringer (1984–1996)
- Sir Richard Leese (1996–2021)
- Bev Craig (2021–)